# Acasă (film din 2009)
Acasă (în engleză Home) este un documentar gratuit (pentru vizionare) din 2009 creat de Yann Arthus-Bertrand. Filmul este compus aproape în totalitate din filmări aeriene ale mai multor locuri de pe Pământ, realizate în peste 50 de țări. El arată diversitatea vieții pe Pământ și cum oamenii distrug echilibrul ecologic al planetei. Filmul a fost lansat pe 5 iunie simultan în cinematografele din întreaga lume, pe DVD, TV și pe YouTube. Această lansare, în întreaga lume în aceeași zi, este o premieră mondială.  Filmul a fost finanțat de PPR, o companie multilingvă Franceză specializată în magazine retail și produse de lux.